# Croix d'Antras
La croix d'Antras est une croix monumentale située à Antras, dans le département de l'Ariège et dans la région Occitanie.

## Situation
L'édifice se trouve dans l'arrondissement de Saint-Girons et la communauté de communes Couserans-Pyrénées.

## Description
La croix simple est soutenue par des colonnes en marbre galbée. La base dont le fût présente un profil convexe est sur la base polygonale.
La croix de marbre sise sur la place est inscrite au titre des monuments historiques par arrêté du 17 avril 1950.